# Exocentroides
Exocentroides es un género de escarabajos longicornios de la tribu Acanthocinini.

## Especies
Exocentroides
- Exocentroides flavovarius Breuning, 1957
- Exocentroides multispinicollis Breuning, 1957
- Exocentroides unispinicollis Breuning, 1957

Trichexocentroides
- Exocentroides flavipennis Breuning, 1957